# Кучера, Джон
Джон Кучера (англ. John Kucera; род. 17 сентября 1984, Калгари, Альберта) — канадский горнолыжник, чемпион мира 2009 года в скоростном спуске.
Кучера трижды принимал участие в чемпионатах мира. На своём первом первенстве-2005 свой лучший результат он показал в комбинации, став девятым. На следующем чемпионате он не превысил это достижении, но зато в 2009 году стал сначала шестым в супергиганте, а затем победил в скоростном спуске.
На этапах куба мира Кучера побеждал только один раз, а также по разу становился вторым и третьим. Лучшим в общем зачёте для него стал сезон 2007/2008, по итогам которого он стал 13-м. В отдельных дисциплинах его лучшим показателем стало третье место в супергиганте за год до этого.
Помимо этого, Кучера участвовал в зимних Олимпийских играх 2006 в Турине. Он стал 27-м в скоростном спуске, 22-м в супергиганте и 17-м в комбинации.
На данный момент является основным тренером сборной команды Канады по скоростным дисциплинам.

## Призовые места на этапах кубка мира

### 1-е место
Супергигант
- 26 ноября 2006, Лейк Луи, Канада

### 2-е место
Супергигант
- 30 ноября 2008, Лейк Луи, Канада

### 3-е место
Супергигант
- 15 декабря 2006, Валь Гардена, Италия

## Зачёт кубка мира

### Общий зачёт
- 2004/2005 — 100-е место (31 очков)
- 2005/2006 — 81-е место (57 очков)
- 2006/2007 — 23-е место (370 очков)
- 2007/2008 — 13-е место (528 очков)
- 2008/2009 — 24-е место (363 очко)

### Зачёт по скоростному спуску
- 2004/2005 — 52-е место (7 очков)
- 2005/2006 — 49-е место (10 очков)
- 2006/2007 — 38-е место (47 очков)
- 2007/2008 — 17-е место (164 очков)
- 2008/2009 — 19-е место (143 очко)

### Зачёт по комбинации
- 2004/2005 — 12-е место (22 очков)
- 2005/2006 — 24-е место (32 очков)
- 2006/2007 — 22-е место (42 очков)
- 2007/2008 — 31-е место (32 очков)
- 2008/2009 — 13-е место (77 очко)

### Зачёт по супергиганту
- 2004/2005 — 51-е место (2 очков)
- 2005/2006 — 37-е место (15 очков)
- 2006/2007 — 3-е место (194 очков)
- 2007/2008 — 12-е место (159 очков)
- 2008/2009 — 9-е место (138 очков)

### Зачёт по слалому-гиганту
- 2006/2007 — 15-е место (87 очков)
- 2007/2008 — 10-е место (173 очков)
- 2008/2009 — 50-е место (5 очков)